# Louise de La Vallière
Louise Françoise La Baume Le Blanc, Mademoiselle de La Vallière (Tours, 6 agosto 1644 – Parigi, 6 giugno 1710) fu la prima delle grandi favorite di Luigi XIV, dopo la breve parentesi di Maria Mancini, nipote del cardinale Giulio Mazzarino.

## Biografia

### Primi anni
Louise, nata nella città di Tours il 6 agosto e battezzata il giorno dopo, era la figlia primogenita di Laurent de la Baume La Blanc de La Vallière che, proprietario di un modesto feudo nella Valle della Loira, aveva partecipato a numerose battaglie, sempre dalla parte della monarchia, tra cui la celebre battaglia di Rocroi.
Nella sua prima infanzia, Louise visse a contatto con la natura nella proprietà terriera presso Vouvray: amava moltissimo gli animali e, secondo un racconto dell'epoca di non certa autenticità, mentre cavalcava un asinello nella tenuta paterna, cadde e si fratturò irrimediabilmente la caviglia. Da qui derivò la leggera ma evidente zoppìa, che l'avrebbe accompagnata per tutta la vita.
Nel 1651 il padre morì, lasciando la famiglia oberata dai debiti. La madre, che due anni dopo la nascita di Louise aveva partorito anche un maschio, Jean-Francois, inviò la figlioletta presso il convento delle orsoline a Tours, dove vivevano, monache, due sue zie.
Ma in breve sua madre si sposò in seconde nozze con il marchese di Saint-Rémy, Jacques de Courtavel, che si occupò della situazione disperata in cui verteva la famiglia e del mantenimento di Louise e Jean-Francois.

### Alla corte di Blois
De Courtavel era un importante componente della corte di Gastone d'Orléans, fratello di Luigi XIII e quindi zio dell'allora re, Luigi XIV, che lo aveva esiliato nei suoi possedimenti di Blois per il suo riprovevole comportamento durante la Fronda.
Louise entrò così a far parte dell'entourage delle tre principesse figlie di Gastone, divenendo dama di compagnia. A fianco delle principessine ricevette una discreta cultura, imparò l'importantissima arte della danza e migliorò le sue doti di cavallerizza. Di questo periodo di Louise le fonti ci parlano abbondantemente descrivendola come una adolescente di intensa bellezza, con una grande passione per la cultura. Madame di Motteville nelle sue Mémoires ci parla di Louise come di una ragazza «apprezzata per l'intensità della sua bianchezza, per l'incarnato, per il blu degli occhi per la bellezza dei suoi capelli argentati...»

### Alla corte di Fontainebleau
Nel 1661, dopo aver assistito a Parigi alle trionfali nozze di Luigi con Maria Teresa d'Austria, entrò a far parte della corte della principessa Enrichetta d'Inghilterra, presso Fontainebleau. Enrichetta Anna era la figlia di Carlo I d'Inghilterra, il re decapitato, e di Enrichetta Maria di Francia, sorella di Luigi XIII; fuggita in Francia con la madre, si era sposata con il fratello di Luigi XIV, Filippo di Francia, duca d'Orléans, ottenendo il titolo di Madame.
In quel periodo Enrichetta Anna ed il re si frequentavano assiduamente, con grande disappunto della regina Maria Teresa e della madre del re, la regina madre Anna d'Austria. Quest'ultima rimproverò la nipote, Enrichetta, ordinandole di stare lontana da Luigi. Non potendo disubbidire all'ammonizione della regina, Enrichetta escogitò un piano per poter vedere ancora il suo innamorato.

### L'amore per Luigi XIV

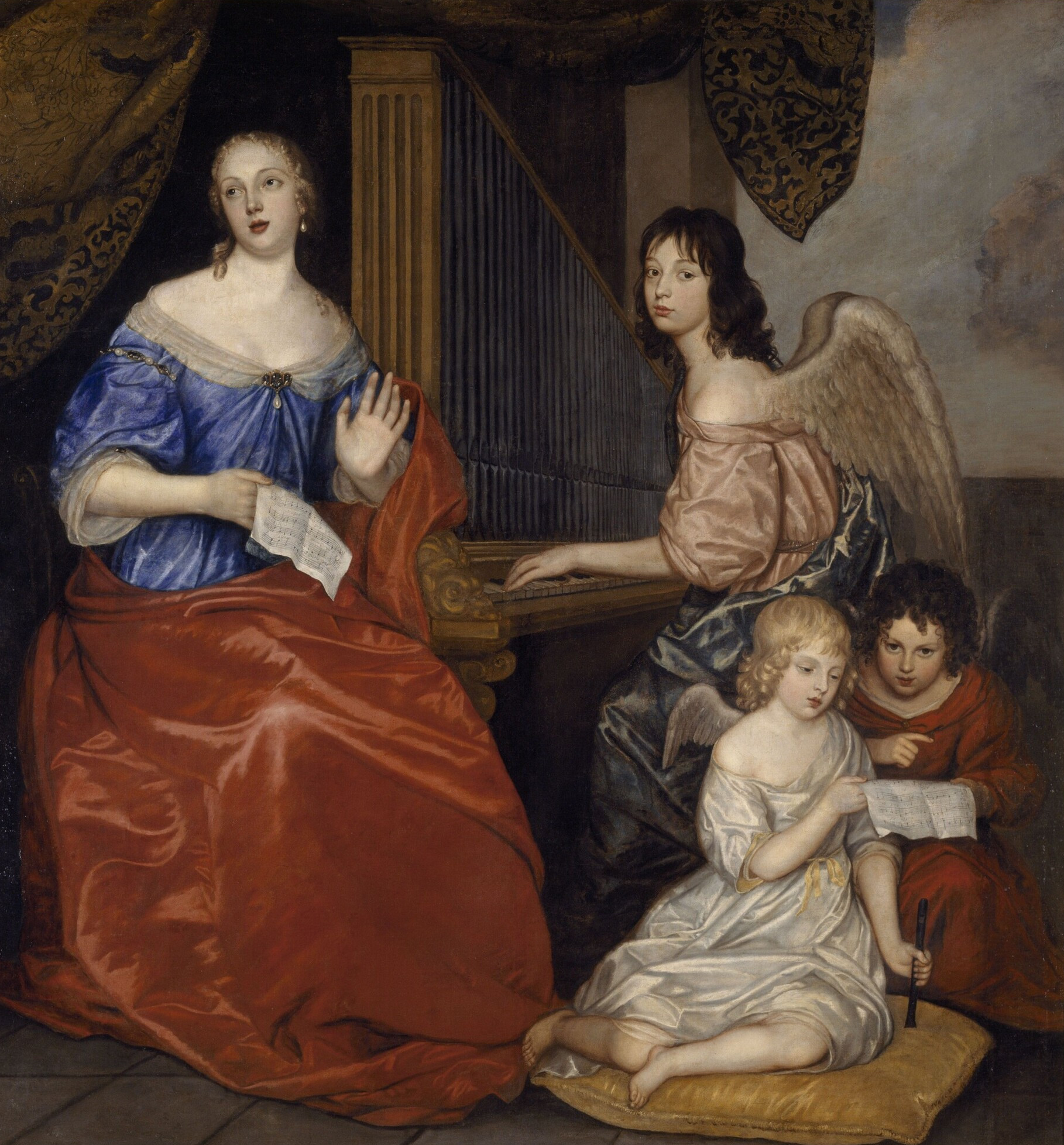
Louise de La Vallière e i suoi figli di Peter Lely, Museo di belle arti di Rennes.

Il piano di Enrichetta Anna era semplice: Luigi doveva fingere di essersi infatuato di una delle sue dame di corte, così, andando a trovare il suo fantomatico amore, in realtà aveva la possibilità di passare del tempo con la cognata in tutta tranquillità. Come dama da corteggiare fu scelta inizialmente Mademoiselle de Pons, che però dovette rientrare a Parigi per prendersi cura del vecchio zio, il maresciallo d'Albret, forse su ordine segreto di Anna d'Austria. Fu dunque il turno di un'altra dama di compagnia, Mademoiselle de Chémérault, che stancò subito il sovrano con la sua irriverenza e sfacciataggine.
Luigi iniziò così a corteggiare Louise, che all'epoca aveva appena diciassette anni e la cui bellezza stupiva anche i più severi osservatori, non tanto per la sua immediatezza, ma per la sua particolarità. Luigi se ne innamorò. Cacciati tutti i possibili rivali, Luigi la prese come amante ufficiale. Ma numerosi erano coloro che la volevano distante dal re. Primo fra tutti Nicolas Fouquet, l'intendente del tesoro, che le offrì una grossa somma perché lasciasse Luigi. Sdegnata, Louise informò Luigi, che ebbe così il pretesto per far arrestare dal moschettiere d'Artagnan il suo ricco e scomodo ministro.
Seguirono anni mai tranquilli per Louise: a corte, dopo un periodo in cui era ammirata e rispettata, tutti la odiavano, prima di tutte l'intrigante Olimpia Mancini contessa di Soissons, sorella di Maria e nipote di Mazzarino. Nel 1663, ebbe il primo figlio, un maschio, dal re. Questo bambino morirà a tre anni; ma Louise non diede mai segno di particolare affetto o attaccamento verso i suoi figli. Lo stesso anno Louise fu allontanata dalla Corte e prese residenza a Palais de Berion, a Parigi. Luigi non smetteva però di amarla e le inviava di continuo meravigliosi regali.

### La fine dell'amore del re e il ritiro in convento
Nel 1664 Louise cadde da cavallo. Dovettero operarla, ma il cerusico che aveva il compito di eseguire l'operazione, agitato per la presenza invadente di Luigi XIV, sbagliò l'incisione. Da quel momento Louise si chiuse nella sua casetta di Versailles e non si fece quasi più vedere. Nel 1667 venne creata Duchessa di La Vallière. Dal 1668 Louise, stanca e derisa da tutti, fu costretta a vivere a fianco della rivale, la bella Madame de Montespan. Il re non l'amava più. E fu proprio in questo periodo di disperazione che venne eseguito da Pierre Mignard uno dei più bei ritratti di Louise in compagnia dei suoi figli, il conte di Vermandois (1667-1683), e Mademoiselle de Blois (1666-1739).
Intanto il re la trattava con cattiveria arrivando quasi ad insultarla, su istigazione della nuova favorita. Così Louise, nel 1674 si ritirò nel convento carmelitano delle Figlie di Santa Maria di Chaillot accolta da Judith Gigault de Bellefonds, per non uscirne più. Prima di partire aveva salutato con commozione Luigi XIV, il suo amante, la regina che tanto aveva fatto soffrire, ma che la perdonò e persino la sua rivale, con la quale aveva cenato per l'ultima volta. Il 19 aprile 1674 salutò i figli e lasciò la corte, dopo tredici anni di permanenza come favorita del re. Morì il 6 giugno del 1710, nel convento (oggi non più esistente) dove si era chiusa trentasei anni prima, il Convento di Faubourg Saint-Jacques a Parigi.

## Louise de La Vallière nella cultura di massa
- Nel terzo romanzo del ciclo dei Moschettieri di Alexandre Dumas padre, Il visconte di Bragelonne, compare il personaggio di Louise De La Vallière in qualità di fidanzata di Raoul, il figlio dell'ex moschettiere Athos. Il tradimento di Louise è uno dei motori dell'azione e della fine dei moschettieri stessi.
- Louise De La Vallière compare nel ciclo di romanzi Angelica la Marchesa degli Angeli di Anne Serge Golon
- Louise De La Vallière compare come personaggio nella serie televisiva Versailles, interpretata da Sarah Winter.